# Ерофеево (Ярославская область)
Ерофеево — деревня Николо-Эдомского сельского округа Артемьевского сельского поселения Тутаевского района Ярославской области .
Деревня находится на западе сельского поселения, к северо-западу от Тутаева вблизи границы Тутаевского и Рыбинского районов. Она стоит на расстоянии около 2 км к юго-западу от федеральной трассы Р151 Ярославль—Рыбинск, на небольшом поле, со всех сторон окруженном лесами.  Ближайший населённый пункт деревня Рождественное стоит к востоку от Холма на расстоянии около 2 км. На юго-запад от Холма идёт просёлочная дорога, которая через 3 км выхот к находящейся в Рыбинском районе деревне Лапино .
Деревня Ерофеева указана на плане Генерального межевания Борисоглебского уезда 1792 года. В 1825 Борисоглебский уезд был объединён с Романовским уездом. По сведениям 1859 года деревня относилась к Романово-Борисоглебскому уезду .
На 1 января 2007 года в деревне Ерофеево не числилось постоянных жителей . По карте 1975 г. в деревне жило 10 человек. Деревню обслуживает почтовое отделение, находящееся в городе Тутаев .